# Ctenophorinia christianae
Ctenophorinia christianae là một loài ruồi trong họ Tachinidae.